# Geoffrey Boleyn
Sir Geoffrey Boleyn (* 1406; † Juni 1463) war englischer Tuchhändler und Politiker.

## Leben
Er war der Sohn von Thomas Boleyn aus Salle in Norfolk und dessen Gattin Anne Bracton.
Er ließ sich in London nieder und kam zunächst als Hutmacher, ab 1429 als Tuchhändler zu einigem Wohlstand. 1446 bis 1447 war er Sheriff of London, 1449 Abgeordneter für London im House of Commons des englischen Parlaments und von 1452 bis 1457 Alderman des Londoner Stadtbezirks Castle Baynard Ward. 1457 bis 1458 war er Lord Mayor of London und wurde von Heinrich VI. zum Knight Bachelor geschlagen.
1452 kaufte er das Anwesen von Blickling in Norfolk. 1462 erwarb er das reparaturbedürftige Hever Castle in Kent und baute es in ein Herrenhaus um.
Er heiratete Ann Hoo, Tochter des Thomas Hoo, 1. Baron Hoo († 1455). Sie hatten drei Kinder:
- Sir William Boleyn (1451–1505), ⚭ Lady Margaret Butler, Tochter des Thomas Butler, 7. Earl of Ormonde;
- Anne Boleyn, ⚭ Sir Henry Heydon († 1503);
- Elizabeth Boleyn, ⚭ um 1488 Sir John Fortescue († 1500), Eltern des Märtyrers Sir Adrian Fortescue.